# Il calvario di Varsavia
Il calvario di Varsavia è un diario di guerra di Alceo Valcini scritto tra il 1939 e il 1944, che raccoglie la testimonianza dell'esperienza dell'autore che dal 1939 al 1943 fu corrispondente del Corriere della Sera a Varsavia in Polonia e vi rimase quindi fino all'arrivo delle truppe russe, rientrando poi in Italia. Scritto da un punto di vista filopolacco, racconta le atrocità commesse dalle forze di occupazione nazista contro i polacchi e gli ebrei ed è una della primissime denunce dettagliate dell'Olocausto. Fu pubblicato in Italia immediatamente al termine della guerra nel 1945.

## La stesura del diario
Alceo Valcini, giornalista italiano e una delle firme più illustri del Corriere della Sera, era corrispondente del giornale nella capitale polacca allo scoppio della guerra e quindi testimone diretto degli eventi narrati. 
Come racconta lo stesso autore nella prefazione del libro, una prima stesura dell'opera fu completata "tra l'ottobre del 1939 e il gennaio del 1940" ed spedita a Milano in Italia all'editore Garzanti alla fine di aprile 1940 sotto il titolo provvisorio "La Vistola in fiamme". "Sottoposto alla censura preventiva del ministero degli Esteri e del ministero della Cultura Popolare", la sua pubblicazione fu giudicata "inopportuna" per la sua impronta fortemente filopolacca e il resoconto delle atrocità naziste contro gli ebrei. Il manoscritto rimase a Milano negli archivi della Casa Editrice dove risultò quindi distrutto in un bombardamento. 
Rientrato in Italia dalla Polonia alla fine del 1944, Valcini è ormai schierato su posizioni antifasciste. Rifugiatosi "in una stanzetta d'albergo a Venezia, col pericolo di sorprese da parte della polizia nazifascista", decide di ricostruire il manoscritto perduto aggiungendovi il resoconto degli eventi successivi (inclusa la rivolta del ghetto di Varsavia nell'aprile-maggio 1943 e la rivolta di Varsavia nell'agosto-ottobre 1944) fino alla vigilia dell'arrivo delle truppe sovietiche nel gennaio 1945. Valcini nasconde il manoscritto "in un sacco di farina", finche' "il 28 aprile 1945 ebbi la soddisfazione di far vedere ai Volontari della Libertà che erano insorti a Venezia queste cartelle, che raccontavano la fede il sacrificio di una città lontana". La pubblicazione avvenne da lì a pochi mesi da parte dell'editore Garzanti di Milano.
Il libro include anche una serie di fotografie scattate in Polonia, che documentano le distruzioni a Varsavia ad opera dei nazisti, dai primi bombardamenti del 1939 alla repressione della rivolta di Varsavia nel 1944). Fra di esse ce n'è anche una di "una colonna di donne ebree che ritornano al ghetto di Siedlce dopo una giornata di lavoro" e un paio che documentano la repressione della rivolta del ghetto di Varsavia nel 1943. 

## Trama
Il libro alterna riflessioni generali di carattere politico a note autobiografiche. Si apre con una dettagliata analisi delle relazioni tedesco-polacche e delle circostanze che portarono all'occupazione della Polonia e allo scoppio della seconda guerra mondiale. Continua descrivendo le politiche repressive messe in atto dai tedeschi a Varsavia e nel resto della Polonia nei confronti sia dei polacchi che, soprattutto, degli ebrei: gli arresti, le ruberie, le violenze, "la sistematica sparizione di giovani ragazze" per i programmi di eugenetica, le fucilazioni sommarie, la distruzione delle sinagoghe, lo stabilimento dei ghetti, l'imposizione del lavoro coatto... Nell'estate del 1941 comincia l'invasione dell'Unione Sovietica con l'Operazione Barbarossa, mentre in Polonia la situazione nei ghetti (l'autore visita personalmente quelli di Łódź, Varsavia e Siedlce) si va facendo sempre più drammatica, per la fame, le malattie, e l'inizio di deportazioni sempre più massicce dalle quali non vi è ritorno. Il libro documenta lo sgomento dei soldati italiani di fronte ai massacri di civili ad opera dei loro alleati tedeschi, inclusi non infrequenti episodi di aperta resistenza. Quindi offre un dettagliato resoconto della rivolta del ghetto di Varsavia del 1943 e della successiva rivolta di Varsavia del 1944. Il libro termina con l'immagine della città interamente distrutta ma anche con una nota di speranza sulla sua capacità di rinascere dalle rovine.

## L'importanza dell'opera
L'importanza del racconto-testimonianza Il calvario di Varsavia sta nella capacità dell'autore, profondo conoscitore della lingua e della cultura polacca, di ricostruire e rievocare in maniera dettagliata e realistica gli eventi narrati e di riferire sull'impatto che essi ebbero sull'opinione pubblica polacca. È una delle primissime testimonianze dirette dell'Olocausto, assieme ai racconti di un altro testimone illustre, Curzio Malaparte. 
Nei primi giorni e mesi di guerra Valcini "azzardò l'invio di corrispondenze impeccabili. Parlò del massacro dei giudei... delle deportazioni dei bambini, dei saccheggi e degli stupri. I suoi articoli non furono pubblicati". Il giornalista fece allora arrivare tramite un diplomatico una lettera al direttore Aldo Borelli in cui lo informava senza giri di parole dell'inizio della soluzione finale: "Prigionieri civili vengono trasportati in vagoni sigillati. Numerosissimi sono i casi letali. I vivi devono adattarsi a vegliare i morti nello stesso stipatissimo vagone per lunghissime ore fino a destinazione... La proprietà privata viene distrutta". Nel libro pubblicato nel 1945, prima che i grandi processi e i resoconti dei sopravvissuti rivelassero al mondo gli orrori dell'Olocausto, quando in Italia si sapeva ancora pochissimo di quanto avvenuto nei campi di sterminio tedesco, sono già chiare all'autore le dimensioni e le modalità degli eccidi: 
Tirati fuori dal letto, in camicia, o con poca roba addosso, questi figli d'Israele venivano derisi e malmenati durante tutto il percorso sino alla stazione merci della Towarowa, contigua al ghetto, dove erano fatti salire su vagoni-bestiame piombati e inoltrati per la località X. In qualche parte, verso oriente, lo sterminio aveva assunto proporzioni mai viste.
Nonostante la straordinaria importanza della testimonianza di Alceo Valcini, i suoi scritti sono virtualmente ignorati e sconosciuti anche agli specialisti della materia. Nel 1980 fu pubblicato il libro Ballo all'Hotel Polonia (Brescia: Edizioni del Moretto, 1980), che raccoglie i suoi ricordi di ritorno a Varsavia nell'immediato dopoguerra. Ancora inedito in Italia è invece l'importante articolo Z Malapartem w warszawskim getcie (Con Malaparte nel ghetto di Varsavia), pubblicato in traduzione polacca nel 1990 e che offre interessanti paralleli con le pagine di Curzio Malaparte in Kaputt (1944).

## Edizione italiana
- Alceo Valcini, Il calvario di Varsavia, 1939-1945, Milano, Garzanti, 1945.